# Nadrosivka, Volodarka
Nadrosivka (în ucraineană Надросівка) este un sat în comuna Tarhan din raionul Volodarka, regiunea Kiev, Ucraina.

## Demografie
Componența lingvistică a localității Nadrosivka
     Ucraineană (96,32%)
     Rusă (2,6%)
     Alte limbi (1,09%)
Conform recensământului din 2001, majoritatea populației localității Nadrosivka era vorbitoare de ucraineană (96,32%), existând în minoritate și vorbitori de rusă (2,6%).